# HMS Cairo (D87)
HMS Cairo (D87) là một tàu tuần dương hạng nhẹ thuộc lớp tàu tuần dương C của Hải quân Hoàng gia Anh Quốc, được chế tạo trong giai đoạn cuối Chiến tranh Thế giới thứ nhất, và thuộc lớp phụ Carlise, vốn còn bao gồm HMS Carlisle, HMS Calcutta, HMS Capetown và HMS Colombo, khác biệt so với các lớp phụ trước đó, khi được bổ sung một "mũi tàu đánh cá" nâng mũi tàu lên cao hơn để đi biển tốt hơn, cũng như không có các tháp chỉ huy hỏa lực. Tên của nó được đặt theo thủ đô Cairo của Ai Cập, và nó là chiếc tàu duy nhất của Hải quân Hoàng gia được mang cái tên này.
Cairo được đặt lườn tại xưởng đóng tàu Cammell Laird ở Birkenhead vào ngày 17 tháng 11 năm 1917. Nó được hạ thủy vào ngày 19 tháng 11 năm 1918 và được đưa ra hoạt động cùng Hải quân Hoàng gia vào ngày 24 tháng 9 năm 1919. Quá trễ để có thể tham gia Thế Chiến I, nhiệm sở đầu tiên của Cairo là tại China Station vào năm 1920, tiếp nối với East Indies Station từ năm 1921 đến năm 1925. Sau khi được bố trí tạm thời đến China Station cho đến năm 1927, nó tham gia Hải đội Tuần dương 8 tại America and West Indies Station.
Từ năm 1928 đến năm 1930, Cairo phục vụ tại Địa Trung Hải như là soái hạm của Chuẩn Đô đốc tư lệnh Phân hạm đội Khu trục. Sau một đợt tái trang bị vào năm 1931-1932, nó phục vụ cho Hạm đội Nhà Anh Quốc như là soái hạm của Thiếu tướng Hải quân tư lệnh Phân hạm đội Khu trục. Nó được cải biến thành một tàu tuần dương phòng không vào năm 1939.
Mở đầu Chiến tranh Thế giới thứ hai, Cairo tham gia Chiến dịch Na Uy, nơi nó bị hư hại do cuộc tấn công của máy bay Đức ngoài khơi Narvik vào ngày 28 tháng 5 năm 1940. Sau đó tại Địa Trung Hải, nó dẫn đầu đoàn hộ tống cho một đoàn tàu vận tải bao gồm sáu tàu buôn từ Gibraltar đến Malta, mang mật danh Chiến dịch Harpoon. Hải đội Anh phải chịu đựng những cuộc không kích căng thẳng, và phải đối đầu với một hải đội tàu tuần dương Ý tại eo biển Sicilia. Bốn tàu buôn và hai tàu khu trục bị đánh chìm; bản thân Cairo trúng hai quả đạn pháo 152 mm (6 inch) từ tàu tuần dương Ý Raimondo Montecuccoli khiến hai thành viên thủy thủ đoàn thiệt mạng.
Vào tháng 8 năm 1942, Cairo tham gia Chiến dịch Pedestal hộ tống một đoàn tàu vận tải đi đến Malta, và đã bị tàu ngầm Ý Axum đánh chìm ở phía Bắc Bizerta thuộc Tunisia vào ngày 12 tháng 8 năm 1942.